# Перетягування канату на літніх Олімпійських іграх 1900
Змагання з перетягування канату на ІІ літніх Олімпійських іграх в Парижі (Франція) відбулись 16 липня 1900 року й складались з єдиного поєдинку між французькою командою Racing Club de France та змішаною дансько-шведською командою. З рахунком 2:0 перемогла змішана команда.

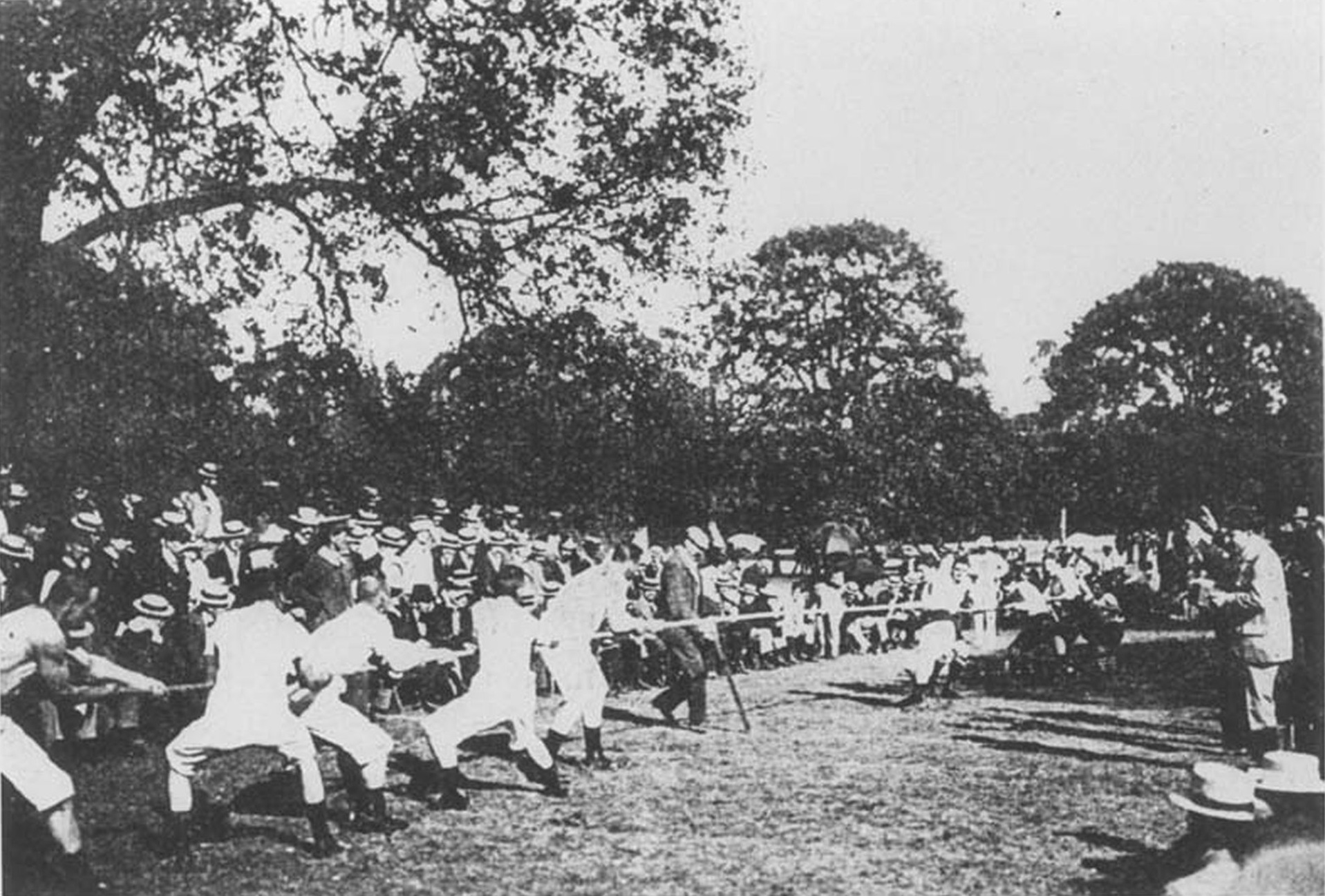
Під час змагань з перетягування канату

## Склади команд
| Золото | Срібло |
| Змішана команда Чарльз Вінклер (Данія) Едгар Ебю (Данія) Август Нільсон (Швеція) Густаф Седерстрем (Швеція) Ойген Шмідт (Данія) Карл Штааф (Швеція) | Франція Реймон Бассе · Шарль Гондуан · Константин Енрікес де Зубейра · Жан Колля · Жозеф Роффо · Еміль Саррад |

## Країни-учасники
Всього в змаганнях взяли участь 12 спортсменів із трьох країн:

В дужках вказано кількість спортсменів
- Данія (3)
- Франція (6)
- Швеція (3)